# Bostonfälttåget

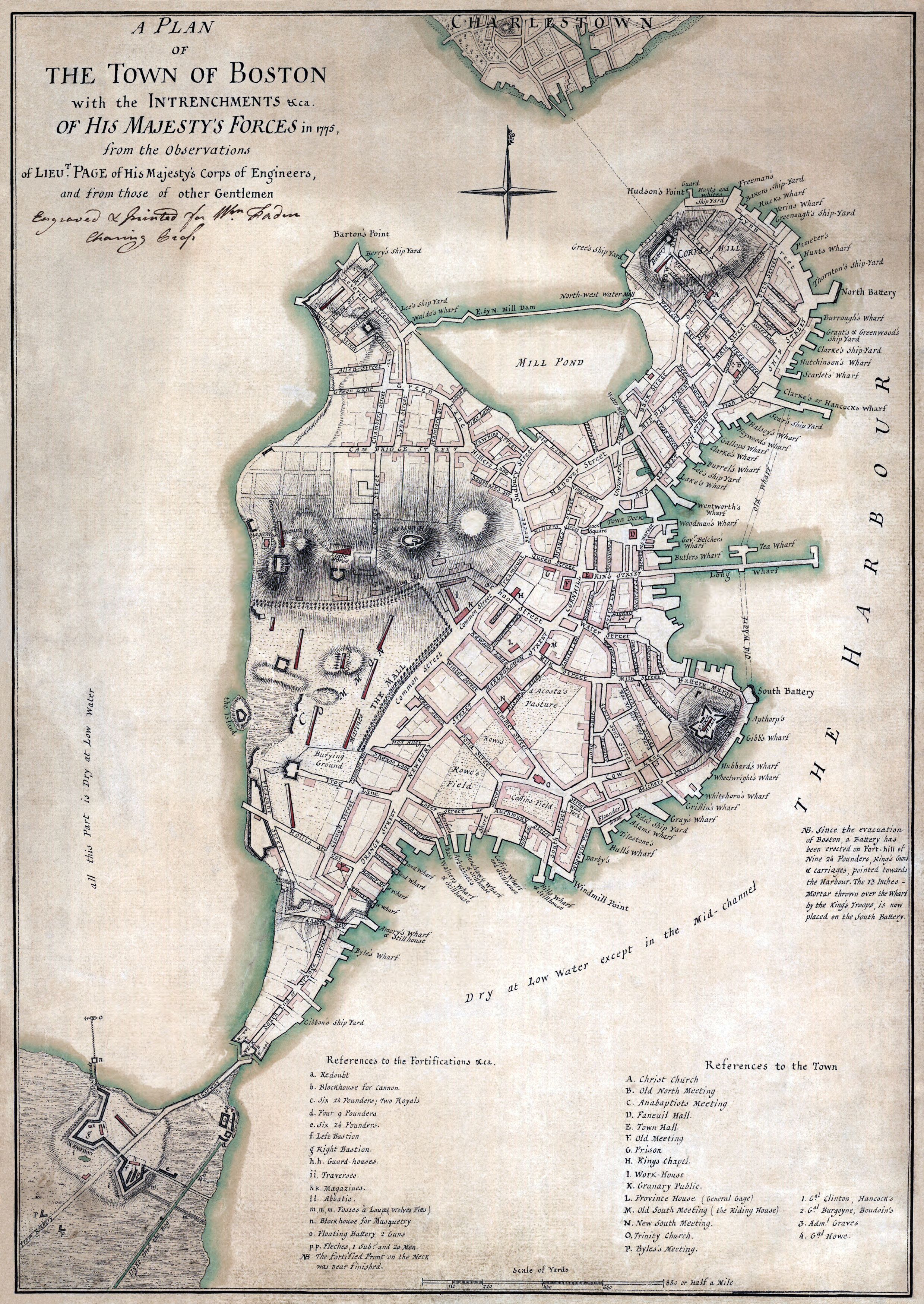
Karta över Boston 1775, med de brittiska ställningara i staden utmärkta.

Bostonfälttåget var en serie militär operationer som ägde rum 19 april 1775 till 17 mars 1776. Dess inledning var slagen vid Lexington och Concord och dess avslutning den brittiska evakueringen av Boston. Fälttåget genomfördes först av hastigt mobiliserade milisförband från Massachusetts och angränsande kolonier, sedan av Nya Englands-armén och slutligen av kontinentalarmén under George Washington. Det operativa målet för de koloniala stridskrafterna var att förmå britterna att evakuera Boston; ett mål som alltså uppnåddes.

## Krutalarmet
Krutalarmet var det larm som mobiliserade den patriotiska milisen Massachusetts sedan en brittisk truppstyrka gjort en räd mot Provinsen Massachusetts krutmagasin i staden Somerville, Massachusetts 1774.Krutalarmet var en generalrepetition på vad som skulle äga rum efter slagen vid Lexington och Concord året därpå..

## Slagen vid Lexington och Concord
Slagen vid Lexington och Concord var en rad skärmytslingar mellan Storbritannien och dess kolonier i Nordamerika som ägde rum den 19 april 1775. Dessa blev startskottet för det amerikanska frihetskriget.

## Slaget vid Bunker Hill

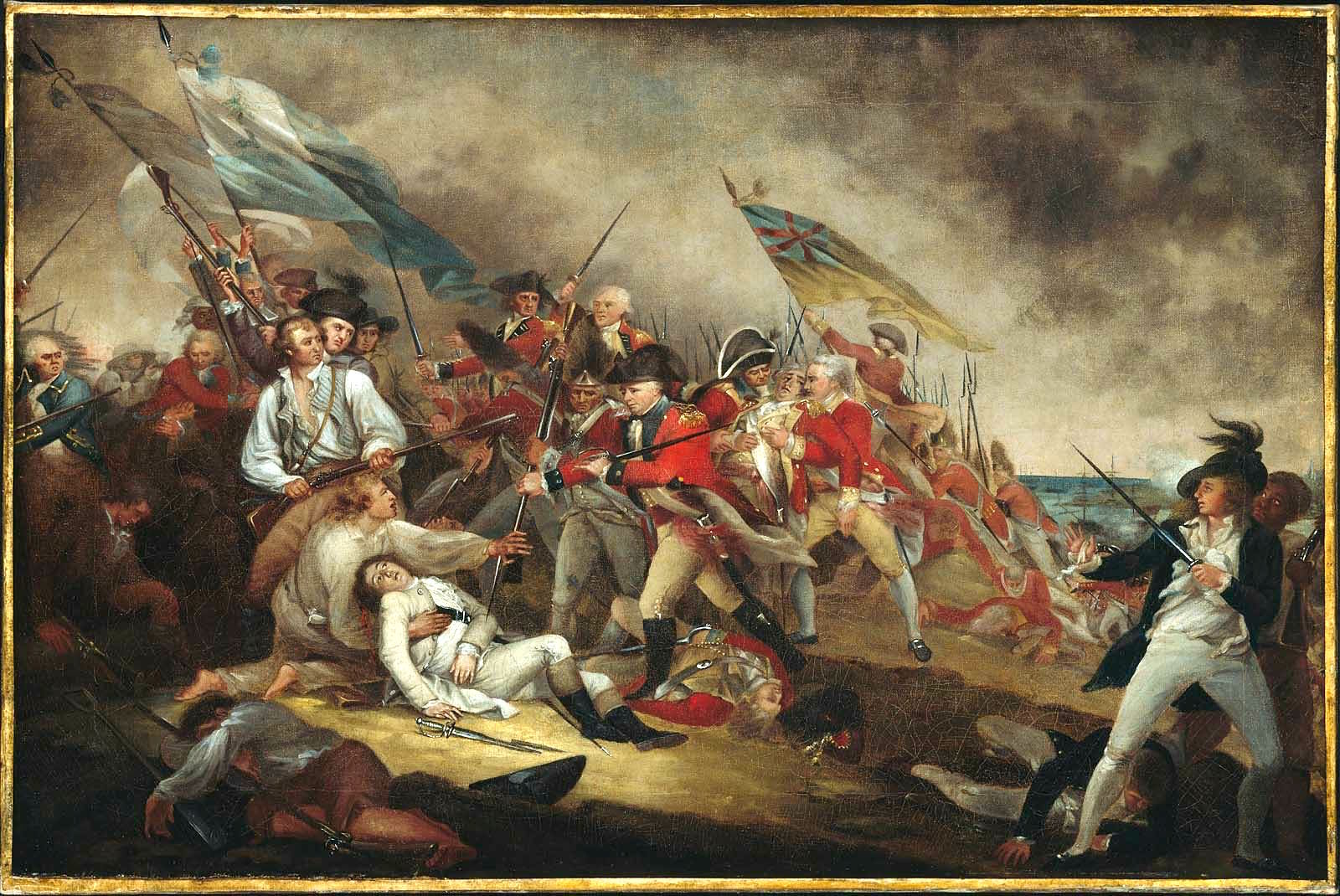
Slaget vid Bunker Hill. Historiemålning av John Trumbull.

Slaget vid Bunker Hill ägde rum den 17 juni 1775. Bunker Hill var en lätt befäst kulle som tillsammans med en annan kulle i närheten, Breed’s Hill, utgjorde försvarsanläggningar för Nya Englands-armén utanför Boston, Massachusetts. Natten mellan den 16-17 juni intog Nya Englands-armén, i skydd av mörkret, ställningar på Bunker Hill och Bredd’s Hill. Britterna svarade på Nya Englands-arméns omgruppering med omedelbar attack under eftermiddagen den 17 juni. Den brittiska armén tog de bägge kullarna, men segern var en pyrrusseger därför att de lidna förlusterna inte uppvägdes av vikten av det vunna målet.

## Knox expedition
Knox expedition var ett företag under vintern 1775-1776, lett av överste Henry Knox, vilket transporterade tungt artilleri från Fort Ticonderoga, där det hade tagits från den brittiska garnisonen vid en överrumpling ledd av Ethan Allen och Benedict Arnold, till Kontinentalarméns belägringslinjerna utanför Boston.